# Лауреати Державної премії України в галузі науки і техніки (1995)
Державна премія України в галузі науки і техніки — лауреати 1995 року.
На підставі подання Комітету з Державних премій України в галузі науки і техніки Президент України Леонід Кучма видав Указ № 1168/95 від 20 грудня 1995 року «Про присудження Державних премій України в галузі науки і техніки 1995 року».
На 1995 рік розмір Державної премії України в галузі науки і техніки склав 500 мільйонів карбованців кожна.

## Лауреати Державної премії України в галузі науки і техніки 1995 року
| Премійована робота | Лауреати                                        | Коротко про лауреата |
| --- | ----------------------------------------------- | --- |
| За цикл монографій «Фізико-хімічна механіка руйнування матеріалів і цілісність конструкцій»                                                                                  | Панасюк Володимир Васильович                    | академік Національної академії наук України, директор Фізико-механічного інституту імені Г. В. Карпенка НАН України                                |
| За цикл монографій «Фізико-хімічна механіка руйнування матеріалів і цілісність конструкцій»                                                                                  | Андрейків Олександр Євгенович                   | член-кореспондент Національної академії наук України, головний науковий співробітник Фізико-механічного інституту імені Г. В. Карпенка НАН України |
| За цикл монографій «Фізико-хімічна механіка руйнування матеріалів і цілісність конструкцій»                                                                                  | Романів Олег Миколайович                        | член-кореспондент Національної академії наук України, завідувач відділу Фізико-механічного інституту імені Г. В. Карпенка НАН України              |
| За цикл монографій «Фізико-хімічна механіка руйнування матеріалів і цілісність конструкцій»                                                                                  | Назарчук Зіновій Теодорович                     | член-кореспондент Національної академії наук України, заступник директора Фізико-механічного інституту імені Г. В. Карпенка НАН України            |
| За цикл монографій «Фізико-хімічна механіка руйнування матеріалів і цілісність конструкцій»                                                                                  | Саврук Михайло Петрович                         | доктор фізико-математичних наук, завідувач лабораторії Фізико-механічного інституту імені Г. В. Карпенка НАН України                               |
| За цикл монографій «Фізико-хімічна механіка руйнування матеріалів і цілісність конструкцій»                                                                                  | Ковчик Степан Євстахович                        | доктор технічних наук, виконувач обов'язків завідувача відділу Фізико-механічного інституту імені Г. В. Карпенка НАН України                       |
| За цикл монографій «Фізико-хімічна механіка руйнування матеріалів і цілісність конструкцій»                                                                                  | Никифорчин Григорій Миколайович                 | доктор технічних наук, завідувач відділу Фізико-механічного інституту імені Г. В. Карпенка НАН України                                             |
| За цикл монографій «Фізико-хімічна механіка руйнування матеріалів і цілісність конструкцій»                                                                                  | Дацишин Олександра Петрівна                     | кандидат фізико-математичних наук, старший науковий співробітник Фізико-механічного інституту імені Г. В. Карпенка НАН України                     |
| За цикл праць «Елементарні процеси та резонансні явища в парних зіткненнях електронів, атомів і іонів»                                                                       | Запісочний Іван Прохорович                      | доктор фізико-математичних наук, головний науковий співробітник Інституту електронної фізики НАН України                                           |
| За цикл праць «Елементарні процеси та резонансні явища в парних зіткненнях електронів, атомів і іонів»                                                                       | Шпеник Отто Бартоломійович                      | доктор фізико-математичних наук, директор Інституту електронної фізики НАН України                                                                 |
| За цикл праць «Елементарні процеси та резонансні явища в парних зіткненнях електронів, атомів і іонів»                                                                       | Імре Арпад Йосипович                            | доктор фізико-математичних наук, завідувач відділу Інституту електронної фізики НАН України                                                        |
| За цикл праць «Елементарні процеси та резонансні явища в парних зіткненнях електронів, атомів і іонів»                                                                       | Завілопуло Анатолій Миколайович                 | доктор фізико-математичних наук, заступник директора Інституту електронної фізики НАН України                                                      |
| За цикл праць «Елементарні процеси та резонансні явища в парних зіткненнях електронів, атомів і іонів»                                                                       | Сабад Омелян Петрович                           | кандидат фізико-математичних наук, старший науковий співробітник Інституту електронної фізики НАН України                                          |
| За цикл праць «Елементарні процеси та резонансні явища в парних зіткненнях електронів, атомів і іонів»                                                                       | Лендьєл Володимир Іванович                      | доктор фізико-математичних наук, завідувач кафедри Ужгородського державного університету                                                           |
| За цикл праць «Елементарні процеси та резонансні явища в парних зіткненнях електронів, атомів і іонів»                                                                       | Шимон Людвік Людвікович                         | доктор фізико-математичних наук, завідувач кафедри Ужгородського державного університету                                                           |
| За цикл праць «Елементарні процеси та резонансні явища в парних зіткненнях електронів, атомів і іонів»                                                                       | Алексахін Ілля Сергійович                       | доктор фізико-математичних наук, професор Ужгородського державного університету                                                                    |
| За цикл наукових праць «Координаційна хімія в едектролітах» | Волков Сергій Васильович                        | академік Національної академії наук України, директор Інституту загальної та неорганічної хімії імені В. І. Вернадського НАН України               |
| За цикл наукових праць «Координаційна хімія в едектролітах» | Скопенко Віктор Васильович                      | академік Національної академії наук України, ректор Київського національного університету імені Тараса Шевченка                                    |
| За цикл наукових праць «Координаційна хімія в едектролітах» | Кокозей Володимир Миколайович                   | доктор хімічних наук, завідувач лабораторії Київського національного університету імені Тараса Шевченка                                            |
| За цикл наукових праць «Координаційна хімія в едектролітах» | Пехньо Василь Іванович                          | кандидат хімічних наук, старший науковий співробітник Інституту загальної та неорганічної хімії імені В. І. Вернадського НАН України               |
| За цикл наукових праць «Координаційна хімія в едектролітах» | Городиський Олександр Володимирович (посмертно) | академік Національної академії наук України |
| За цикл праць «Наукові основи екологічної оцінки впливу гідротехнічних об'єктів на водні екосистеми з метою управління якістю води та біопродуктивністю»                     | Романенко Віктор Дмитрович                      | академік Національної академії наук України, директор Інституту гідробіології НАН України                                                          |
| За цикл праць «Наукові основи екологічної оцінки впливу гідротехнічних об'єктів на водні екосистеми з метою управління якістю води та біопродуктивністю»                     | Оксіюк Ольга Петрівна                           | доктор біологічних наук, головний науковий співробітник Інституту гідробіології НАН України                                                        |
| За цикл праць «Наукові основи екологічної оцінки впливу гідротехнічних об'єктів на водні екосистеми з метою управління якістю води та біопродуктивністю»                     | Жукинський Валерій Миколайович                  | кандидат біологічних наук, провідний науковий співробітник Інституту гідробіології НАН України                                                     |
| За цикл праць «Наукові основи екологічної оцінки впливу гідротехнічних об'єктів на водні екосистеми з метою управління якістю води та біопродуктивністю»                     | Лаврик Володимир Іванович                       | доктор технічних наук, завідувач відділу Інституту гідробіології НАН України                                                                       |
| За цикл праць «Наукові основи екологічної оцінки впливу гідротехнічних об'єктів на водні екосистеми з метою управління якістю води та біопродуктивністю»                     | Стольберг Фелікс Володимирович                  | доктор технічних наук, завідувач кафедри Харківської державної академії міського господарства                                                      |
| За восьмитомну монографію «Литосфера Центральной и Восточной Европы» | Чекунов Анатолій Васильович                     | академік Національної академії наук України, завідувач відділу Інституту геофізики імені С. І. Субботіна НАН України                               |
| За восьмитомну монографію «Литосфера Центральной и Восточной Европы» | Старостенко Віталій Іванович                    | академік Національної академії наук України, директор Інституту геофізики імені С. І. Субботіна НАН України                                        |
| За восьмитомну монографію «Литосфера Центральной и Восточной Европы» | Харитонов Олег Матвійович                       | член-кореспондент Національної академії наук України, заступник директора Інституту геофізики імені С. І. Субботіна НАН України                    |
| За восьмитомну монографію «Литосфера Центральной и Восточной Европы» | Гордієнко Вадим В'ячеславович                   | доктор геолого-мінералогічних наук, завідувач лабораторії Інституту геофізики імені С. І. Субботіна НАН України                                    |
| За восьмитомну монографію «Литосфера Центральной и Восточной Европы» | Красовський Сергій Сергійович                   | доктор геолого-мінералогічних наук, завідувач відділу Інституту геофізики імені С. І. Субботіна НАН України                                        |
| За восьмитомну монографію «Литосфера Центральной и Восточной Европы» | Кутас Роман Іванович                            | доктор геолого-мінералогічних наук, завідувач відділу Інституту геофізики імені С. І. Субботіна НАН України                                        |
| За восьмитомну монографію «Литосфера Центральной и Восточной Европы» | Пашкевич Інна Костянтинівна                     | кандидат геолого-мінералогічних наук, завідувач лабораторії Інституту геофізики імені С. І. Субботіна НАН України                                  |
| За восьмитомну монографію «Литосфера Центральной и Восточной Европы» | Соллогуб Всеволод Борисович (посмертно)         | член-кореспондент Національної академії наук України                                                                                               |
| За цикл праць «Теоретичне обґрунтування, конструювання, освоєння виробничого випуску та впровадження в клінічну практику принципово нового медичного пробіотика — біоспорин» | Смирнов Валерій Веніамінович                    | академік Національної академії наук України, директор Інституту мікробіології і вірусології імені Д. К. Заболотного НАН України                    |
| За цикл праць «Теоретичне обґрунтування, конструювання, освоєння виробничого випуску та впровадження в клінічну практику принципово нового медичного пробіотика — біоспорин» | Резник Семен Рафаїлович                         | доктор медичних наук, провідний науковий співробітник Інституту мікробіології і вірусології імені Д. К. Заболотного НАН України                    |
| За цикл праць «Теоретичне обґрунтування, конструювання, освоєння виробничого випуску та впровадження в клінічну практику принципово нового медичного пробіотика — біоспорин» | Сорокулова Ірина Борисівна                      | кандидат біологічних наук, старший науковий співробітник Інституту мікробіології і вірусології імені Д. К. Заболотного НАН України                 |
| За цикл праць «Теоретичне обґрунтування, конструювання, освоєння виробничого випуску та впровадження в клінічну практику принципово нового медичного пробіотика — біоспорин» | В'юницька Валентина Олексіївна                  | кандидат біологічних наук, старший науковий співробітник Інституту мікробіології і вірусології імені Д. К. Заболотного НАН України                 |
| За цикл праць «Теоретичне обґрунтування, конструювання, освоєння виробничого випуску та впровадження в клінічну практику принципово нового медичного пробіотика — біоспорин» | Слабоспицька Алевтина Тимофіївна                | кандидат біологічних наук, старший науковий співробітник Інституту мікробіології і вірусології імені Д. К. Заболотного НАН України                 |
| За цикл праць «Теоретичне обґрунтування, конструювання, освоєння виробничого випуску та впровадження в клінічну практику принципово нового медичного пробіотика — біоспорин» | Головченко Володимир Іванович                   | президент відкритого акціонерного товариства «Дніпрофарм»                                                                                          |
| За цикл праць «Теоретичне обґрунтування, конструювання, освоєння виробничого випуску та впровадження в клінічну практику принципово нового медичного пробіотика — біоспорин» | Чаплинський Володимир Якович                    | доктор медичних наук, старший мікробіолог відкритого акціонерного товариства «Дніпрофарм»                                                          |
| За цикл праць «Теоретичне обґрунтування, конструювання, освоєння виробничого випуску та впровадження в клінічну практику принципово нового медичного пробіотика — біоспорин» | Крилова Валентина Петрівна                      | начальник цеху відкритого акціонерного товариства «Дніпрофарм»                                                                                     |
| За цикл наукових праць «Теоретичні основи системи виробництва відповідальних деталей та вузлів машин із високоміцних легких конструкційних матеріалів»                       | Кривов Георгій Олексійович                      | доктор технічних наук, голова правління відкритого акціонерного товариства «Український науково-дослідний інститут авіаційної технології»          |
| За цикл наукових праць «Теоретичні основи системи виробництва відповідальних деталей та вузлів машин із високоміцних легких конструкційних матеріалів»                       | Забашта Володимир Федорович                     | доктор технічних наук, начальник лабораторії відкритого акціонерного товариства «Український науково-дослідний інститут авіаційної технології»     |
| За цикл наукових праць «Теоретичні основи системи виробництва відповідальних деталей та вузлів машин із високоміцних легких конструкційних матеріалів»                       | Гайдачук Віталій Євгенович                      | доктор технічних наук, завідувач кафедри Харківського авіаційного інституту імені М. Є. Жуковського                                                |
| За цикл наукових праць «Теоретичні основи системи виробництва відповідальних деталей та вузлів машин із високоміцних легких конструкційних матеріалів»                       | Карпов Яків Семенович                           | доктор технічних наук, доцент Харківського авіаційного інституту імені М. Є. Жуковського                                                           |
| За цикл наукових праць «Теоретичні основи системи виробництва відповідальних деталей та вузлів машин із високоміцних легких конструкційних матеріалів»                       | Іщенко Анатолій Якович                          | доктор технічних наук, завідувач відділу Інституту електрозварювання імені Є. 0. Патона НАН України                                                |
| За цикл наукових праць «Теоретичні основи системи виробництва відповідальних деталей та вузлів машин із високоміцних легких конструкційних матеріалів»                       | Рябов Володимир Рафаїлович                      | доктор технічних наук, завідувач лабораторії Інституту електрозварювання імені Є. О. Патона НАН України                                            |
| За цикл наукових праць «Теоретичні основи системи виробництва відповідальних деталей та вузлів машин із високоміцних легких конструкційних матеріалів»                       | Боголюбов Володимир Семенович                   | доктор технічних наук, директор галузевого науково-дослідного центру авіаційної промисловості «Композит», місто Москва                             |
| За цикл праць «Фізичні механізми деградації та шляхи підвищення надійності оптоелектронних приладів»                                                                         | Шейнкман Мойсей Ківович                         | член-кореспондент Національної академії наук України, керівник відділення Інституту фізики напівпровідників НАН України                            |
| За цикл праць «Фізичні механізми деградації та шляхи підвищення надійності оптоелектронних приладів»                                                                         | Торчинська Тетяна Вікторівна                    | доктор фізико-математичних наук, завідувач лабораторії Інституту фізики напівпровідників НАН України                                               |
| За цикл праць «Фізичні механізми деградації та шляхи підвищення надійності оптоелектронних приладів»                                                                         | Лук'янчикова Наталя Борисівна                   | доктор фізико-математичних наук, завідувач лабораторії Інституту фізики напівпровідників НАН України                                               |
| За цикл праць «Фізичні механізми деградації та шляхи підвищення надійності оптоелектронних приладів»                                                                         | Свєчніков Георгій Сергійович                    | кандидат фізико-математичних наук, старший науковий співробітник Інституту фізики напівпровідників НАН України                                     |
| За цикл праць «Фізичні механізми деградації та шляхи підвищення надійності оптоелектронних приладів»                                                                         | Томчук Петро Михайлович                         | доктор фізико-математичних наук, завідувач відділу Інституту фізики НАН України                                                                    |
| За цикл праць «Фізичні механізми деградації та шляхи підвищення надійності оптоелектронних приладів»                                                                         | Тележкін Веніамін Олександрович                 | доктор фізико-математичних наук, керівник відділу Донецького фізико-технічного інституту НАН України                                               |
| За цикл праць «Фізичні механізми деградації та шляхи підвищення надійності оптоелектронних приладів»                                                                         | Литвин Олександр Олексійович                    | кандидат технічних наук, заступник начальника виробництва акціонерного товариства «Чисті метали», місто Світловодськ                               |
| За цикл праць «Фізичні механізми деградації та шляхи підвищення надійності оптоелектронних приладів»                                                                         | Омельянчук Володимир Прокопович                 | голова правління відкритого акціонерного товариства "Центральне конструкторське бюро «Ритм», місто Чернівці                                        |
| За працю «Наукові основи, розроблення технології і промислове використання метану вуглегазових родовищ»                                                                      | Пудак Валентин Васильович                       | кандидат технічних наук, технічний директор Донецького виробничого об'єднання по видобутку вугілля                                                 |
| За працю «Наукові основи, розроблення технології і промислове використання метану вуглегазових родовищ»                                                                      | Іллюшенко Валентин Григорович                   | доктор технічних наук, генеральний директор Донецького виробничого об'єднання по видобутку вугілля                                                 |
| За працю «Наукові основи, розроблення технології і промислове використання метану вуглегазових родовищ»                                                                      | Конарєв Валентин Васильович                     | кандидат технічних наук, керівник групи Донецького виробничого об'єднання по видобутку вугілля                                                     |
| За працю «Наукові основи, розроблення технології і промислове використання метану вуглегазових родовищ»                                                                      | Алексєєв Анатолій Дмитрович                     | доктор технічних наук, заступник директора Донецького фізико-технічного інституту НАН України                                                      |
| За працю «Наукові основи, розроблення технології і промислове використання метану вуглегазових родовищ»                                                                      | Полтавець Віктор Іванович                       | кандидат технічних наук |
| За працю «Наукові основи, розроблення технології і промислове використання метану вуглегазових родовищ»                                                                      | Бріжаньов Анатолій Михайлович                   | доктор геолого-мінералогічних наук, завідувач лабораторії Донецького державного технічного університету                                            |
| За працю «Наукові основи, розроблення технології і промислове використання метану вуглегазових родовищ»                                                                      | Галазов Руслан Олексійович                      | кандидат технічних наук, генеральний директор Виробничого об'єднання шахтної геології і технічного буріння «Укрвуглегеологія»                      |
| За цикл наукових праць «Теоретичні основи і технології виробництва та використання на транспорті альтернативних моторних палив на базі мінеральних ресурсів України»         | Карп Ігор Миколайович                           | академік Національної академії наук України, директор Інституту газу НАН України                                                                   |
| За цикл наукових праць «Теоретичні основи і технології виробництва та використання на транспорті альтернативних моторних палив на базі мінеральних ресурсів України»         | П'ятничко Олександр Іванович                    | кандидат технічних наук, завідувач відділу Інституту газу НАН України                                                                              |
| За цикл наукових праць «Теоретичні основи і технології виробництва та використання на транспорті альтернативних моторних палив на базі мінеральних ресурсів України»         | Биков Геннадій Олександрович                    | кандидат технічних наук, провідний науковий співробітник Інституту газу НАН України                                                                |
| За цикл наукових праць «Теоретичні основи і технології виробництва та використання на транспорті альтернативних моторних палив на базі мінеральних ресурсів України»         | Калачев Сергій Ілліч                            | науковий співробітник Інституту газу НАН України                                                                                                   |
| За цикл наукових праць «Теоретичні основи і технології виробництва та використання на транспорті альтернативних моторних палив на базі мінеральних ресурсів України»         | Дикий Микола Олександрович                      | доктор технічних наук, професор «Національного технічного університету України Харківський політехнічний інститут»                                 |
| За цикл наукових праць «Теоретичні основи і технології виробництва та використання на транспорті альтернативних моторних палив на базі мінеральних ресурсів України»         | Долганов Кінт Євгенійович                       | доктор технічних наук, професор Українського транспортного університету                                                                            |
| За цикл наукових праць «Теоретичні основи і технології виробництва та використання на транспорті альтернативних моторних палив на базі мінеральних ресурсів України»         | Бєлянський Віктор Петрович                      | доктор технічних наук, професор Київського міжнародного університету цивільної авіації                                                             |
| За підручник «Українська література» для учнів 9 класу (К.: Освіта, 1993) | Степанишин Борис Ілліч                          | кандидат педагогічних наук, професор Рівненського державного педагогічного інституту                                                               |